# José Luís Santos da Visitação
José Luís Santos da Visitação (Salvador, 23 maart 1979) ook wel kortweg Zé Luís genoemd, is een Braziliaans voetballer.